# Ctenomys torquatus
Ctenomys torquatus е вид бозайник от семейство тукотукови (Ctenomyidae).

## Разпространение
Видът е разпространен в Бразилия и Уругвай.